# Żowid´
Żowid´ (ukr. Жовідь) – wieś na Ukrainie, w obwodzie czernihowskim, w rejonie czerkaskim. W 2001 liczyła 398 mieszkańców, wśród których 381 jako ojczysty język wskazało ukraiński, a 17 rosyjski.